# Tolé
Koordinaten: 8° 15′ N, 81° 40′ W
Tolé ist ein Ort in der Provinz Chiriquí im Südwesten des mittelamerikanischen Staates Panama. Der Ort selbst hat etwa 847 Einwohner (2010) und ist Hauptort des gleichnamigen Bezirks, der 11.885 Einwohner hat (2010).
Tolé liegt etwa einen Kilometer abseits Panamericana etwa 350 km westlich von Panama-Stadt und 90 km östlich der Provinzhauptstadt David in einer Bergregion, die von Viehzucht und Landwirtschaft (Kaffeeanbau) geprägt ist.
Zu den Besonderheiten Tolés gehören die Kunsthandwerksarbeiten der Ngöbe-Indianer (Guaymí), die in der Stadt verkauft werden. Die Ngöbe, die eine Chibcha-Sprache sprechen, stellen unter anderem charakteristische Taschen, Hals- und Armbänder und Geldbeutel her. Auch die Kirche von Tolé ist sehenswert.